# Jaroslav Hrbotický
Jaroslav Hrbotický (* 28. ledna 1926) byl český a československý politik Československé strany socialistické, poslanec České národní rady a Sněmovny národů Federálního shromáždění za normalizace.

## Biografie
Ve volbách roku 1981 byl zvolen do České národní rady.
K roku 1986 se profesně uvádí jako vedoucí tajemník Krajského výboru ČSS v Jihomoravském kraji. Ve volbách roku 1986 zasedl za ČSS do české části Sněmovny národů (volební obvod č. 57 – Třebíč, Jihomoravský kraj). Ve Federálním shromáždění setrval do konce funkčního období, tedy do svobodných voleb roku 1990. Netýkal se ho proces kooptací do Federálního shromáždění po sametové revoluci.